# Nidderau
Nidderau est une municipalité allemande située dans le land de la Hesse et l'arrondissement de Main-Kinzig.

## Quartiers
- Ostheim

## Personnalités liées à la ville
- Philippe Ier de Hanau-Lichtenberg (1417-1480), comte né à Windecken.

## Jumelage
- Gehren (Allemagne) depuis le 1er septembre 1990[1]